# Thylacites
Thylacites är ett släkte av skalbaggar. Thylacites ingår i familjen vivlar.

## Dottertaxa tillThylacites, i alfabetisk ordning[1]
- Thylacites affinis
- Thylacites afflatus
- Thylacites alaiensis
- Thylacites albicans
- Thylacites antoinei
- Thylacites argentatus
- Thylacites argillaceus
- Thylacites argyrellus
- Thylacites assecrulatus
- Thylacites asserculatus
- Thylacites atlasicus
- Thylacites atratus
- Thylacites aurarius
- Thylacites barcellonicus
- Thylacites bletoni
- Thylacites borealis
- Thylacites brevipennis
- Thylacites brunnescens
- Thylacites canus
- Thylacites capillatus
- Thylacites carinula
- Thylacites catarractus
- Thylacites cervinus
- Thylacites chalcogrammus
- Thylacites cneorrhynoides
- Thylacites comatus
- Thylacites coryli
- Thylacites costatus
- Thylacites crenatus
- Thylacites crucifer
- Thylacites crucifrons
- Thylacites elongatus
- Thylacites exaratus
- Thylacites exosus
- Thylacites faber
- Thylacites fasciculatus
- Thylacites festivus
- Thylacites foveolatus
- Thylacites fritillum
- Thylacites fulla
- Thylacites gattefossei
- Thylacites geminatus
- Thylacites glabratus
- Thylacites glaucus
- Thylacites globosus
- Thylacites gracilipes
- Thylacites gracilis
- Thylacites griseus
- Thylacites gundaficus
- Thylacites hirsutulus
- Thylacites hirtellus
- Thylacites hirticornis
- Thylacites hirtus
- Thylacites hispanus
- Thylacites hispidus
- Thylacites hoepfneri
- Thylacites hystrix
- Thylacites illibatus
- Thylacites inauratus
- Thylacites incanus
- Thylacites irregularis
- Thylacites juvencus
- Thylacites lacaenas
- Thylacites lacteus
- Thylacites lanuginosus
- Thylacites lapidarius
- Thylacites lasius
- Thylacites lateralis
- Thylacites laticollis
- Thylacites lecerfi
- Thylacites letourneuxi
- Thylacites licinus
- Thylacites limbatus
- Thylacites lineolatus
- Thylacites lucens
- Thylacites lusitanicus
- Thylacites maculatus
- Thylacites marmoratus
- Thylacites marraquensis
- Thylacites massagetus
- Thylacites micans
- Thylacites microps
- Thylacites microsus
- Thylacites mongolicus
- Thylacites muricatus
- Thylacites mus
- Thylacites naivashae
- Thylacites naudei
- Thylacites nigropictus
- Thylacites ningnidus
- Thylacites noxius
- Thylacites nubifer
- Thylacites oblongus
- Thylacites obscurus
- Thylacites obtusus
- Thylacites oniscus
- Thylacites palliatus
- Thylacites parallelus
- Thylacites peruvianus
- Thylacites piliferus
- Thylacites pilosellus
- Thylacites pilosus
- Thylacites planifrons
- Thylacites porcellus
- Thylacites prodigus
- Thylacites puber
- Thylacites pulveratus
- Thylacites pumilus
- Thylacites pyriformis
- Thylacites quadrilineatus
- Thylacites quercus
- Thylacites rattus
- Thylacites robiniae
- Thylacites roborosus
- Thylacites rotroui
- Thylacites rotundicollis
- Thylacites rugosus
- Thylacites sabulosus
- Thylacites scabriculus
- Thylacites scobinatus
- Thylacites septemmaculatus
- Thylacites serosus
- Thylacites serripes
- Thylacites setiferus
- Thylacites setiger
- Thylacites setosus
- Thylacites sitonoides
- Thylacites smaragdinus
- Thylacites squamatus
- Thylacites squameus
- Thylacites squamiger
- Thylacites squamulatus
- Thylacites subpunicus
- Thylacites subsignatus
- Thylacites subterraneus
- Thylacites suffitus
- Thylacites sulcirostris
- Thylacites susicus
- Thylacites suturalis
- Thylacites tenuiscapus
- Thylacites tessellatus
- Thylacites tetuanicus
- Thylacites theryi
- Thylacites tomentosus
- Thylacites trapezicollis
- Thylacites trifasciatus
- Thylacites turbatus
- Thylacites umbrinus
- Thylacites variegatus
- Thylacites verrucicollis
- Thylacites vicinus
- Thylacites vittatus